# سیارک ۱۱۹۱۳
سیارک ۱۱۹۱۳ (به انگلیسی: 11913 Svarna، نامگذاری:1992RD3) یازده هزار و نهصد و سیزدهمین سیارک کشف شده‌است که در ۲ سپتامبر ۱۹۹۲ کشف شد.
قدر مطلق سیارک برابر ۱۴٫۷۰ است.